# Сапрыновичский сельсовет
Сапрыновичский сельсовет (бел. Сапрынавіцкі сельсавет) — административная единица на территории Мстиславского района Могилёвской области Республики Беларусь. Административный центр — деревня Сапрыновичи. Население — 1428 человек (2009).

## История
Создан 20 августа 1924 года в составе Мстиславского района как Яновский сельсовет. 16 июля 1954 года переименован в Печковский сельсовет. 25 мая 1988 года переименован в Сапрыновичский сельсовет.
На территории сельсовета была упразднена деревня Старые Вихряны.

## Состав
Сапрыновичский сельсовет включает 12 населённых пунктов:
- Южное Белищено — деревня.
- Браги — деревня.
- Каськово — деревня.
- Новые Вихряны — деревня.
- Ослянка — деревня.
- Пастернаки — деревня.
- Печковка — деревня.
- Рязанцы — агрогородок.
- Рики — деревня.
- Сапрыновичи — деревня.
- Северное Белищено — деревня.
- Яновка — деревня.

## Население
Согласно переписи 2009 года на территории сельсовета проживало 1428 человек, среди которых 84,31 % — белорусы.

## Инфраструктура
На территории сельсовета расположены сельскохозяйственное предприятие ОАО «Октябрь» и «Рязанцевский учебно-педагогический комплекс детский сад — средняя школа».